# Bovaro delle Ardenne
Il bovaro delle Ardenne è una razza canina di origine belga riconosciuta dalla FCI (Standard N. 171, Gruppo 1, Sezione 2).

## Storia
Come la maggior parte delle razze canine, ci sono moltissime ipotesi sull'origine del bovaro delle Ardenne (o anche detto bouvier des Ardennes e Ardennes Cattle Dog). Quella maggiormente sostenuta e approvata dagli studiosi spiega che il bouvier des Ardennes derivi dall'accoppiamento di un pastore belga per uno pastore di Piccardia. Un'altra ipotesi, anch'essa sostenuta da molti, vuole questo bovaro autoctono del Belgio, ipotesi sostenuta soprattutto dalle società del suo Paese natale. Il bovaro delle Ardenne sarebbe dunque discendente dei cani da pastore locali del Belgio, già esistenti in quel territorio da molti secoli. Utilizzato per moltissimi anni, ed ancora oggi, per la condotta e la guardia al bestiame, e per la guardia alla proprietà privata.

## Descrizione
È privo di coda, oppure questa viene talvolta amputata ad una vertebra di lunghezza. Tutti i colori sono ammessi. Il pelo deve presentarsi ruvido ed arricciato, lungo circa 5 cm, ma più corto sul cranio e sugli arti. Il pelo lungo e quello raso non sono tollerati. Il sottopelo è molto spesso d'inverno e protegge molto bene il cane dalle intemperie; d'estate è meno denso. Gli occhi sono di colore scuro. Gli occhi di colore giallo o vaironi non sono ammesse. Le orecchie devono essere dritte di preferenza. Le orecchie erette con punte piegate in avanti e quelle semi erette piegate di lato sono ammesse. La testa è massiccia, piuttosto corta. Cranio largo e piatto. Il pelo è coricato sul cranio. La linea del musello è parallela a quella del cranio. Labbra serrate.

## Carattere
È una razza abbastanza rustica, abituata alla vita all'aria aperta e che quindi non è in grado di rinunciare a lunghe passeggiate. È una razza abituata al duro lavoro e alla condotta del bestiame e evitare di portarlo in giro potrebbe causare problemi sia al cane che al padrone. È generalmente molto diffidente verso le persone che non conosce e poco disponibile verso essi. Allo stesso tempo è una razza molto affettuosa con le persone che considera amiche e si dimostra sempre fedele e devoto al proprio padrone soprattutto nel leader che inquadra. Cane molto intelligente e perciò abbastanza facilmente addestrabile con le tecniche più moderne come il clicker training. Se correttamente abituato, è possibile farlo vivere in casa insieme alla famiglia. Ottimo compagno e discreto guardiano. La razza non è sottoposta a prova di lavoro in ambito espositivo.

## Caratteristiche
| Adatto per  | Non adatto per    |
| ----------- | ----------------- |
| Compagnia   | Protezione civile |
| Agility dog | Difesa            |
| Guardia     | Flyball           |
|             | Freestyle         |
|             | Obedience         |